# ولادیمیر سالنیکوف
ولادیمیر سالنیکوف (به روسی: Владимир Сальников - Vladimir Salnikov) ورزشکار مرد رشتهٔ شنا اهل کشور اتحاد جماهیر شوروی است. وی در بین سال‌های ‎۱۹۸۰ تا ۱۹۸۸ میلادی در مسابقات بازی‌های المپیک تابستانی در مجموع ۴ مدال طلا را کسب کرد.